# 김도연 (가수)
김도연(金度延 1999년 12월 4일~)은 대한민국의 가수 겸 패션 모델이다. 2016년 엠넷에서 주관한 서바이벌 프로그램 PRODUCE 101에 출연해 최종순위 11명 중, 8등으로 선발되어 걸 그룹 I.O.I의 최종 멤버가 되었다. 현재는 2017년 데뷔한 판타지오 소속의 걸 그룹 위키미키의 구성원이자 리드보컬을 맡고 있다.

## 학력
- 평원초등학교 (졸업)
- 원주여자중학교 (졸업)
- 서울공연예술고등학교 연기예술과 (졸업)

## 생애

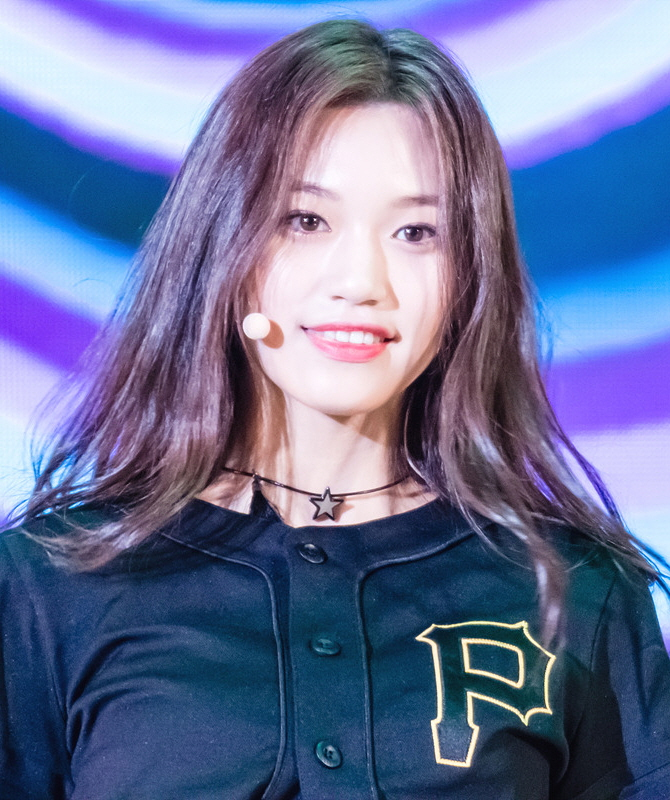
2016년 4월 29일 롯데월드 청춘페스티벌에서 김도연

1999년 12월 4일 인천 부평구에서 1남 2녀 중 셋째로 출생하였고 강원도 원주에서 성장하였으며 초등학교 재학 시절에는 전교회장을 맡았었으며, 중학교 재학 시절에는 치어리더 동아리에서 단장을 역임했다. 해당 치어리더 팀이 중학생 치어리더 팀 중 전국 최고의 팀이었다.
원래는 상지여자고등학교에 재학 중이었으나, 판타지오 뮤직에 연습생으로 입사한 후 연예 활동을 위해 서울공연예술고등학교로 전학했다. 중학교 시절 치어리딩 팀에서 같이 활동한 사람 중 한 명이 2017년에 다이아의 멤버로 합류한 안솜이며, 안솜이도 치악고등학교에서 서울공연예술고등학교로 전학함에 따라 고등학교도 같이 다니게 됐다. 서울공연예술고등학교에서는 이나은과 같은 반이었다.

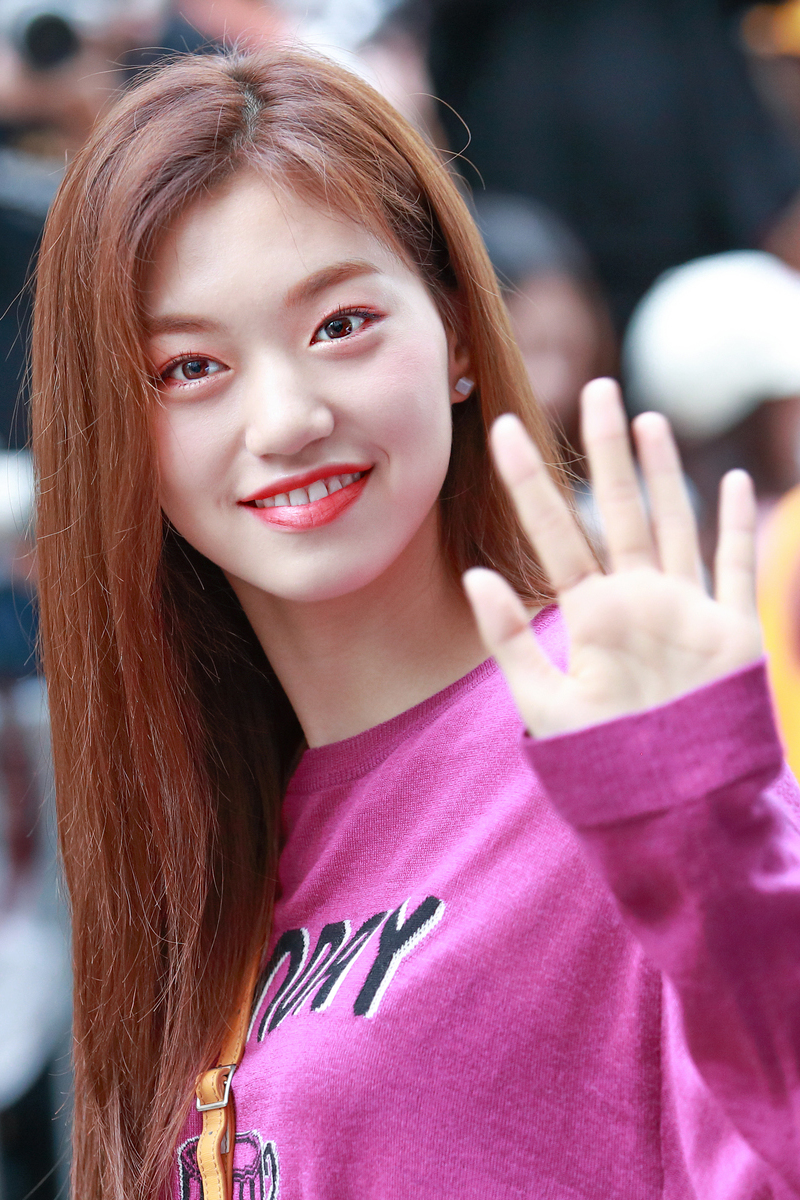
2017년 8월 25일 당시의 김도연

2016년 엠넷에서 주관한 서바이벌 프로그램 《PRODUCE 101》에 출연해 최종 8위로 최종 11인에 들어 프로젝트 걸 그룹 아이오아이의 구성원으로 활동했다. 아이오아이의 멤버들 중 키가 가장 컸다. 2017년 1월 아이오아이 활동 종료 이후 최유정과 함께 판타지오로 돌아가 8인조 걸 그룹 위키미키의 구성원을 통하여 재데뷔하였다.
I.O.I로 활동하던 도중 보그 본사에 의해 2017년 이후 세계 패션을 이끌어나갈 차세대 스타 8인 중 한 명으로 뽑혔다. 이후, 김도연은 보그사의 권유로 패션 모델로서도 활동했다.
2018년 6월 최유정과 우주소녀의 멤버 설아, 루다와 함께 프로젝트 걸 그룹 우주미키로 활동했다.

## 출연 작품

### 텔레비전 프로그램
- 2016년 Mnet PRODUCE 101 - 참가자
- 2017년 Mnet Dodaeng's Diary in LAl
- 2018년 MBC 미스터리 음악쇼 복면가왕 - 가왕이 하나면 하나지 둘이겠느냐~ 영심이 <참가자>

### 드라마
| 연도 | 방송사       | 제목             | 배역                          | 참고                            |
| ---- | ------------ | ---------------- | ----------------------------- | ------------------------------- |
| 2015 | MBC every1   | 투 비 컨티뉴드   | 여고생                        | 특별출연                        |
| 2017 | 네이버TV     | 아이돌 권한대행  | 도연                          | 웹드라마                        |
| 2018 | OCN          | 쇼트             | 유지나                        | 드라마                          |
| 2020 | 플레이리스트 | 만찢남녀         | 한선녀                        | 웹드라마                        |
| 2020 | 콕TV         | 솔로말고멜로     | 지연서                        | 웹드라마/멤버 최유정과 공동출연 |
| 2021 | tvN          | 간 떨어지는 동거 | 계서우                        |                                 |
| 2021 | SBS          | 원 더 우먼       | 강미나 / 조연주 (이하늬 아역) | 특별출연                        |
| 2021 | tvN          | 지리산           | 서이강 (전지현 아역)          | 드라마                          |

### 진행
| 방송사   | 제목           | 기간             | 참고      |
| -------- | -------------- | ---------------- | --------- |
| Mnet     | 엠카운트다운   | 2016년 11월 10일 | 스페셜 MC |
| Mnet     | 엠카운트다운   | 2017년 8월 10일  | 스페셜 MC |
| On Style | 겟 잇뷰티 2018 |                  | 진행      |

### 뮤직비디오
| 연도 | 가수         | 노래     |
| ---- | ------------ | -------- |
| 2016 | 산이, 레이나 | "달고나" |

### 광고
| 연도      | 기업명                           | 제품명                                 | 종류            | 공동 출연                                          |
| --------- | -------------------------------- | -------------------------------------- | --------------- | -------------------------------------------------- |
| 2016      | 웅진식품                         | 하늘보리 아이스 스파클링               | 음료            | 아이오아이                                         |
| 2016      | 넷마블게임즈                     | 백발백중 for Kakao                     | 모바일게임      | 아이오아이                                         |
| 2016      | 넷마블게임즈                     | 스톤에이지                             | 모바일게임      | 아이오아이                                         |
| 2016      | SK텔레콤                         | SK텔레콤 연결의 토닥토닥: 소녀 편      | 통신사          | 아이오아이                                         |
| 2016      | 아모레퍼시픽                     | 에뛰드하우스                           | 화장품          | 아이오아이                                         |
| 2016      | CJ제일제당                       | 쁘띠첼 스윗푸딩, 쁘띠첼 에끌레어       | 디저트          | 아이오아이                                         |
| 2016      | 이베이코리아                     | 옥션                                   | 쇼핑몰          | 아이오아이                                         |
| 2016      | 컵라면                           | 팔도                                   | 왕뚜껑          | 아이오아이                                         |
| 2016      | (주)에리트 베이직(현 형지엘리트) | 엘리트 학생복                          | 교복            | 아이오아이                                         |
| 2016      | (주)브랜드 인덱스                | 팬콧                                   | 캐주얼 의류     | 아이오아이                                         |
| 2016~2017 | 형지엘리트                       | 엘리트학생복                           | 교복            | 아이오아이                                         |
| 2016~2017 | KB국민은행                       | KB국민은행 Liiv                        | 디지털플랫폼    | 아이오아이(2016) 2017년부터 최유정과 함께 재계약함 |
| 2017      | SF글로비즈                       | 블루마운틴                             | 슈즈            | 공명, 차은우, 최유정                               |
| 2017      | KB국민은행                       | KB일코노미 청춘 패키지∙펫코노미 패키지 | 금융            | 남주혁                                             |
| 2017      | Samsonite Korea                  | 아메리칸 투어리스터                    | 여행가방 브랜드 | 최유정                                             |
| 2017      | 롯데하이마트                     | 롯데하이마트 : 전국동시세일 편         | 가전/유통       | 최유정                                             |
| 2017~2019 | 엘오케이(유)                     | 메이블린 뉴욕                          | 화장품          |                                                    |
| 2017~2019 | 에이션패션                       | 폴햄                                   | 캐주얼 의류     | 차은우                                             |
| 2018~2019 | KB국민은행                       | KB청춘마루                             | 복합문화공간    | 최유정                                             |